# (4914) Pardina
(4914) Pardina (1969 GD) – planetoida z pasa głównego asteroid okrążająca Słońce w ciągu 4 lat i 93 dni w średniej odległości 2,62 j.a. Została odkryta 9 kwietnia 1969 roku.